# Медаль Артура Л. Дэя
Медаль Артура Л. Дэя (англ. Arthur L. Day Medal) — ежегодная научная награда Геологического общества Америки за выдающиеся достижения в области геологии: за «исключительное отличие в расширении геологических знаний посредством применения физики и химии к решению геологических проблем».

## История
Награда была учреждена в 1948 году на средства американского геологa Артура Льюиса Дэя (1869−1960).

## Список награждённых
- 1948: George W. Morey[нем.]
- 1949: Морис Юинг
- 1950: Albert Francis Birch[англ.]
- 1951: Martin J. Buerger[англ.]
- 1952: Sterling Hendricks
- 1953: Джон Фрэнк Шерер[англ.]
- 1954: Мэрион Кинг Хабберт
- 1955: Earl Ingerson
- 1956: Нир, Альфред[англ.]
- 1957: Хьюго Бениофф
- 1958: John Verhoogen[нем.]
- 1959: Edward Bullard[англ.]
- 1960: Konrad B. Krauskopf[англ.]
- 1961: Уиллард Либби
- 1962: Hatten Schuyler Yoder[англ.]
- 1963: Keith Edward Bullen[англ.]
- 1964: James Burleigh Thompson, Jr.[нем.]
- 1965: Уолтер Хейнрих Манк
- 1966: Robert M. Garrels[англ.]
- 1967: Фрэнк Орвилл Таттл
- 1968: Frederick J. Vine[англ.]
- 1969: Гарольд Юри
- 1970: Gerald J. Wasserburg[англ.]
- 1971: Hans P. Eugster[нем.]
- 1972: Франк Пресс
- 1973: David T. Griggs[англ.]
- 1974: Тед Рингвуд
- 1975: Аллан Кокс
- 1976: Hans Ramberg[англ.]
- 1977: Akiho Miyashiro[англ.]
- 1978: Samuel Epstein[англ.]
- 1979: Вальтер Эльзассер[англ.]
- 1980: Henry G. Thode[англ.]
- 1981: Donald L. Turcotte[англ.]
- 1982: Юджин Шумейкер
- 1983: Harmon Craig[англ.]
- 1984: Уоллес Броекер
- 1985: Freeman Gilbert[англ.]
- 1986: E-An Zen[англ.]
- 1987: Дон Андерсон
- 1988: Клод Алегр
- 1989: Дэн Маккензи
- 1990: Уильям Сефтон Файф
- 1991: Ian S. E. Carmichael[англ.]
- 1992: Сьюзен Киффер
- 1993: Hugh P. Taylor Jr.[англ.]
- 1994: David Walker
- 1995: Thomas J. Ahrens[англ.]
- 1996: Роберт Бернер
- 1997: Edward A. Irving[англ.]
- 1998: E. Bruce Watson[англ.]
- 1999: Donald J. DePaolo[англ.]
- 2000: Стивен Спаркс
- 2001: Richard J. O'Connell[англ.]
- 2002: Richard G. Gordon[англ.]
- 2003: Dennis V. Kent[англ.]
- 2004: Эдвард Столпер
- 2005: Donald W. Forsyth[англ.]
- 2006: Frank M. Richter
- 2007: Мэри Лу Зобак
- 2008: Kenneth A. Farley[англ.]
- 2009: T. Mark Harrison[англ.]
- 2010: George E. Gehrels
- 2011: Сьюзан Брэнтли
- 2012: John M. Eiler
- 2013: Richard W. Carlson[англ.]
- 2014: Lisa Tauxe[нем.]
- 2015: Jerry X. Mitrovica[англ.]
- 2016: Donald B. Dingwell[англ.]
- 2017: Neal R. Iverson
- 2018: Jay Quade[англ.]
- 2019: John W. Valley[англ.]
- 2020: Ariel Anbar[англ.]
- 2021: Katherine H. Freeman[англ.]
- 2022: Timothy W. Lyons
- 2023: Isabel P. Montañez[англ.]